# 타푸이아사우루스

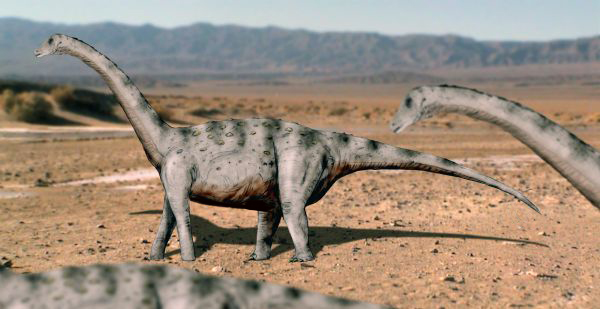

타푸이아사우루스(Tapuiasaurus)는 백악기 전기에 남미의 브라질에서 살았던 용각류의 공룡이다. 티타노사우루스과에 속하는 공룡으로 학명은 타푸이아의 도마뱀이라는 뜻이며 브라질의 타푸이아(Tapuia)지역에서 발굴된 공룡이다. 2011년에 새로이 발굴된 공룡이고 길이는 12~15M에 몸무게는 8~10톤이 나갔던 공룡이다. 크키로는 큰 공룡이지만 다른 티타노사우루스과의 공룡들에 비하면 중간급의 크기가 된다.

## 특징
타푸이아사우루스는 초식공룡이며 다른 티타노사우루스과들의 공룡들처럼 무리생활을 하였다. 2016년에 같은 남미에서 새로이 발굴된 사르미엔토사우루스와 같이 원시적인 티타노사우루스과의 종류에 속하며 이빨도 다른 티타노사우루스와 다른 구조를 가지고 있는 것이 특징이다. 주로 먹는 먹이는 낮은 나뭇가지에 달린 열매와 침엽수의 잎사귀들이며 이것을 먹기위한 몸의 구조가 완벽히 정밀하게 되어있다. 다만 니게르사우루스와는 달리 좀더 목이 길기에 좀더 많은 먹이를 먹을 수 있으며 먹이의 제한이 없었다. 다 큰 타푸이아사우루스는 몸집이 티타노사우루스과에 해당되는 공룡답게 몸집이 비대해서 웬만한 포식자들은 함부로 덤비지 못하는 상황이 됐으며 같은 시기에 생존한 육식공룡들도 성체의 건장한 타푸이아사우루스보단 주로 어린 개체의 새끼공룡이나 다 늙어서 죽어가는 타푸이아사우루스를 공격해서 잡아먹었을 것이다.

## 타푸이아사우루스의 발견에 대한 의의
타푸이아사우루스의 발견은 더욱더 많은 공룡을 연구하는데 있어 활력소를 불어넣었으며 당시의 남미는 용각류인 거대공룡들이 살기에 적합한 환경임을 알 수 있게 되었다. 또한 이 공룡의 발견으로 티타노사우루스과의 또 다른 친척인 사르미엔토사우루스를 발견하는데 더욱 결정적인 단서가 되었으며 그만큼 발견된것의 의의가 큰 공룡이다.